# Hampson Sisler
Hampson Albert Sisler (New York, 13 augustus 1932 – aldaar, 25 mei 2020) was een Amerikaans componist, dirigent, organist en oogarts.

## Levensloop
Sisler had als kleine jonge al groot muzikaal talent; hij kon al op vijfjarige leeftijd het piano bespelen. Van zijn moeder kreeg hij de eerste pianoles. Later kreeg hij van plaatselijke muziekleraren piano- alsook orgelles. Toen hij elf jaar was, focusseerde hij zich op de orgel en speelde in diverse kerken. Met zijn verbazende uitvoeringen werden bekende muzikanten attent op zijn talent zoals David McWilliams, toen organist en koorleider aan de Sint Bartholomeüskerk in New York; hij werd zijn eerste grote mentor. Later werd eveneens Norman Coke-Jephcott van de kathedraal Saint John the Divine in New York attent op hem en hij kreeg de kans zijn eerste openbaar concert te geven aan de orgel in deze kathedraal. Hij werd het jongste lid van de American Guild of Organists op 17-jarige leeftijd. Hij studeerde aan het Trinity College of Music in Londen en behaalde zijn diploma als uitvoerend organist en orgelleraar. 
Hij was muziekdirecteur van de Central Presbyterian Church in New York, een functie die in het verleden onder anderen door de bekende componist Charles Ives uitgeoefend werd.
Naast zijn werkzaamheden als organist was hij componist en heeft hij meer dan honderd werken voor verschillende genres gepubliceerd. In New York was hij zeer bekend als oogarts. Hij was tweede voorzitter van de International Society for Orbital Disorders (I.S.O.D.) in Amsterdam.
Sisler woonde in zijn geboorteplaats New York en overleed daar in mei 2020 op 69-jarige leeftijd.

## Composities

### Werken voor orkest
- 2005 In the wake of the storm
- 2006 Nature's Terrorists, suite
- 2007 The cosmic divide
- 2008 Thermals, Rising
- 2009 Phoenix forever
  1. Phoenix: Rising
  2. Phoenix: Ignescent
  3. Phoenix: Reborn
  4. Phoenix: Eternal
- Four impromptus
- Milestones Orchestral Suite
- The Big Bang, voor orgel en orkest
- Tsunami

### Werken voor harmonieorkest
- 2009 Civic events suite, voor harmonieorkest
  1. Citizenship Day (September 17th)
  2. Election Day (Early November)
  3. Arbor Day (Spring Season)
  4. Earth Day (April 22nd)
  5. Flag Day (June 14th)
- American National Holiday Suite
  1. New Year
  2. Reflections of Martin Luther King, Jr.
  3. Abe Lincoln turns to prayer
  4. George Washington at St. Paul's
  5. Battle reflections
  6. Liberty's fulfillment
  7. Labor Day
  8. Columbus sails from Spain
  9. Veteran's Day
  10. Thanksgiving
  11. The divine mystery

### Vocale muziek

#### Cantates
- 1998 Songs of the Sages, cantate voor spreker, gemengd koor, orgel en orkest
- 2005 Diurnal Night, cantate voor sopraan, harp en strijkorkest
- 2005/2009 Music in the soul, duo cantate voor mezzosopraan, bariton en orkest - tekst: Jaroslav Vrchlický
- 2011 Japan Tragedy 2011, cantate

#### Werken voor koor
- 1963 The Transfiguration of Christ, voor gemengd koor
- 1989-1995 4 Anthems, voor gemengd koor
- 1992 Let us exalt him, voor gemengd koor, orgel, trompetten en slagwerk
- 1992 See the conqueror mounts in triumph, voor gemengd koor en orgel
- American National Holidays Suite - Book II, voor gemengd koor en orgel
- The Merchants' Witness, voor unisono koor en orgel

#### Liederen
- 1970/2009 Prayer of St. Francis, voor sopraan en orkest
- 1992 Every good and perfect gift, voor 2 gemengde zangstemmen en piano (of orgel)

### Kamermuziek
- American National Holidays Suite - Book I, voor orgel en slagwerk
- American National Holidays Suite - Book III, voor orgel en slagwerk

### Werken voor orgel
- 1973 Atonal Variations on Trinity
- 1991 Four Chorale Impromptus
  1. Contemplation on two themes
  2. Chorale prelude on "Mercy" & "Marion"
  3. Reverie on the Scottish psalters
  4. Toccata on "Deo Gracias" (Agincourt Hymn)
- 1992 Family Days Suite
  1. Mother's Day
  2. Father's Day
  3. Celebrate the children
  4. A salute to grandparents
- 1993 Civic Events Suite
  1. Citizenship Day
  2. Election Day
  3. Arbor Day
  4. Earth Day
  5. Flag Day
- 1994 Popular Monastics, suite
  1. At Candlemas (Winter's end; Gopher's out) (February 2nd)
  2. Saint Valentine (February 14th)
  3. Saint Patrick (March 17th)
  4. Nature's St. Francis (of Assisi) (October 4th)
  5. All Saints/All Hallows (November 1st)
- Rondo symphonique, fugue and epilogue